# Manuel Inácio de Melo e Sousa
Manuel Inácio de Melo e Sousa, primeiro barão com grandeza do Pontal (Arcos de Valdevez, 1771 — Ponte Nova, 20 de maio de 1859), foi um juiz de fora, desembargador e político brasileiro.
Foi intendente na freguesia de São João das Duas Barras entre 1809 e 1814.
Foi deputado à Assembleia Legislativa Provincial de Minas Gerais na 1ª legislatura (1835 — 1837), na 2ª legislatura (1838 — 1839) e na 4ª legislatura (1842 — 1843).
Foi deputado geral, presidente de província e senador do Império do Brasil, de 1836 a 1859.
Foi membro da Junta governativa mineira de 1821-1823.
Era comendador da Imperial Ordem da Rosa e da Ordem de Nosso Senhor Jesus Cristo de Portugal. Foi agraciado barão por decreto de 18 de julho de 1841, e as honras de grandeza em 27 de março de 1854.